# Tiếng Soninke
Tiếng Soninke (chữ Soninke: Sooninkanxanne) còn được gọi là Serakhulle hay Azer, là ngôn ngữ Mande được nói bởi người Soninke ở Châu Phi. Ngôn ngữ này có khoảng 2.100.000 người nói, chủ yếu tập trung ở Mali và cũng ở (theo thứ tự tầm quan trọng của cộng đồng) Sénégal, Bờ biển Ngà, Gambia, Mauritania, Guinea-Bissau, Guinea và Ghana. Nó có vị thế của một ngôn ngữ quốc gia ở Mali, Senegal, Gambia và Mauritania.
Ngôn ngữ này tương đối đồng nhất, chỉ có các biến đổi nhẹ về ngữ âm, từ vựng và ngữ pháp giữa các phương ngữ.
Về mặt ngôn ngữ học, họ hàng gần nhất của nó là tiếng Bozo, tập trung ở vùng đồng bằng Nội địa sông Niger.
Có thể phương ngữ của người Imraguen và phương ngữ Nemadi là các phương ngữ của tiếng Soninke.